# Chelonus medicaginis
Chelonus medicaginis är en stekelart som beskrevs av Mccomb 1968. Chelonus medicaginis ingår i släktet Chelonus och familjen bracksteklar. Inga underarter finns listade i Catalogue of Life.